# 哈尔施拉格
哈尔施拉格是德国莱茵兰-普法尔茨州的一个市镇。总面积12.74平方公里，总人口512人，其中男性256人，女性256人（2011年12月31日），人口密度40人/平方公里。